# Rebecca Macree
Rebecca Macree , née le 19 juin 1971 à Barking, est une joueuse professionnelle de squash représentant l'Angleterre. Elle atteint le 7e rang mondial en mai 2003, son meilleur classement.

## Biographie
Rebecca Macree est sourde de naissance mais malgré ce handicap, elle fut capable de gagner 8 titres sur le circuit professionnel pour 24 finales durant une carrière de 17 ans. Elle représente l'Angleterre dans les compétitions par équipe et fait partie de l'équipe d'Angleterre championne du monde en 2000 à Sheffield. 
Elle commence le squash à l'âge de 14 ans mais malgré ces débuts relativement tardifs, elle obtient tout de suite des succès et rapidement gagne des tournois juniors. Elle passe professionnelle en 1993.
Tout au long de sa carrière, Rebecca Macree est réputée pour sa combativité et son caractère entier, occasionnant des mouvements d'humeur sur le court. En 2002, elle est suspendue 42 jours par l'association internationale des joueuses de squash à la suite d'un accrochage avec un arbitre à l'Open de Singapour qu'elle traite de «Tosser».

## Palmarès

### Titres
- Championnats d'Europe par équipes : 2003
- Championnats du monde par équipes : 2000

### Finales
- Apawamis Open : 2003
- Monte-Carlo Squash Classic : 2002
- Open de Greenwich : 2 finales (1998, 1999)